# Fondation Notre-Dame
La fondation Notre-Dame est un organisme privé et indépendant créé en 1992 par le cardinal Jean-Marie Lustiger.

## Siège
Le siège de la fondation se situe à côté de la cathédrale Notre-Dame de Paris, au 10, rue du Cloître-Notre-Dame. 

## Missions
Ses missions s'articulent autour de la jeunesse et l'éducation, la famille, la lutte contre la précarité et l'exclusion, l'emploi, la formation, le logement, la culture et le patrimoine. La fondation exprime ses missions ainsi : « Les missions de la Fondation sont, avec tous ceux qui souhaitent faire grandir l’homme en lui redonnant confiance et espérance, de faire fructifier leur engagement et leurs idées. »

### Reconstruction de la flèche et de la toiture de la cathédrale Notre-Dame de Paris
Au lendemain de l'incendie qui a détruit la flèche et la charpente de la cathédrale Notre-Dame de Paris, le Gouvernement, par l'intermédiaire de son site internet « Rebâtir Notre-Dame », organise la collecte des dons des personnes qui veulent exprimer leur attachement au monument et leur souhait de voir la reconstruction de ses parties sinistrées, au travers de quatre acteurs : le Centre des monuments nationaux, la Fondation de France, la Fondation du patrimoine et la Fondation Notre-Dame.
Avant l'incendie et en soutien aux travaux de restauration entrepris en 2018, la convention-cadre, conclue le 25 septembre 2018 entre l'État, la Fondation Notre-Dame, l'organisme américain de type 501c3 Friends of Notre-Dame de Paris et la Fondation Avenir du patrimoine à Paris afin d'accélérer le rythme des travaux, prévoyait que les financement privés devaient être centralisés par la FAPP, l'État s'engageant, dans la limite de quatre millions d'euros par an, à augmenter sa subvention annuelle d'un euro supplémentaire pour chaque euro récolté par le mécénat privé.
Le délégué à la fondation Notre-Dame a indiqué à l'antenne de la Radio chrétienne francophone que « les œuvres sociales, charitables sont indissociables de la construction d'un édifice religieux » en précisant que « si la cathédrale appartient à l'État, la Fondation Notre-Dame se montrera tout de même attentive sur la répartition des fonds, notamment en soulignant l'importance de re-financer les installations techniques qui rendent l'édifice utilisable pour célébrer les offices ».